# Marc Bolan
Marc Bolan , rodným jménem Mark Feld (* 30. září 1947, Hackney, East London, Anglie – 16. září 1977, Barnes, Londýn, Anglie) byl anglický zpěvák-skladatel, kytarista a básník, známý jako vedoucí osobnost britské rockové skupiny T. Rex.
Po otci byl aškenázského původu. Byl příslušníkem subkultury mods, základní školu nedokončil (vyloučen pro špatné chování) a věnoval se hudbě, herectví a modelingu. Byl hudebním samoukem, začínal v doprovodné skupině Helen Shapirové. Původně vystupoval jako sólový zpěvák pod pseudonymem Toby Tyler, v roce 1965 podepsal angažmá u Decca Records jako Marc Bolan (pravděpodobně podle herce Jamese Bolama). V roce 1967 založil skupinu T. Rex, věnující se původně psychedelickému folku, později se orientující na rock.
Patřil k nejvýraznějším představitelům glam rocku, jehož ztělesněním byl hit „Get It On“ z roku 1971. Poutal pozornost svojí provokativní androgynní image a výrazně stylizovaným pěveckým projevem. Měl i vlastní televizní program Marc. Zemřel při autonehodě v londýnské čtvrti Barnes v noci na 16. září 1977, když vůz řízený jeho partnerkou Glorií Jonesovou narazil do stromu. Na místě tragédie vznikl v roce 1997 památník Marc Bolan's Rock Shrine.